# Johann Albrecht Friedrich Rauscher

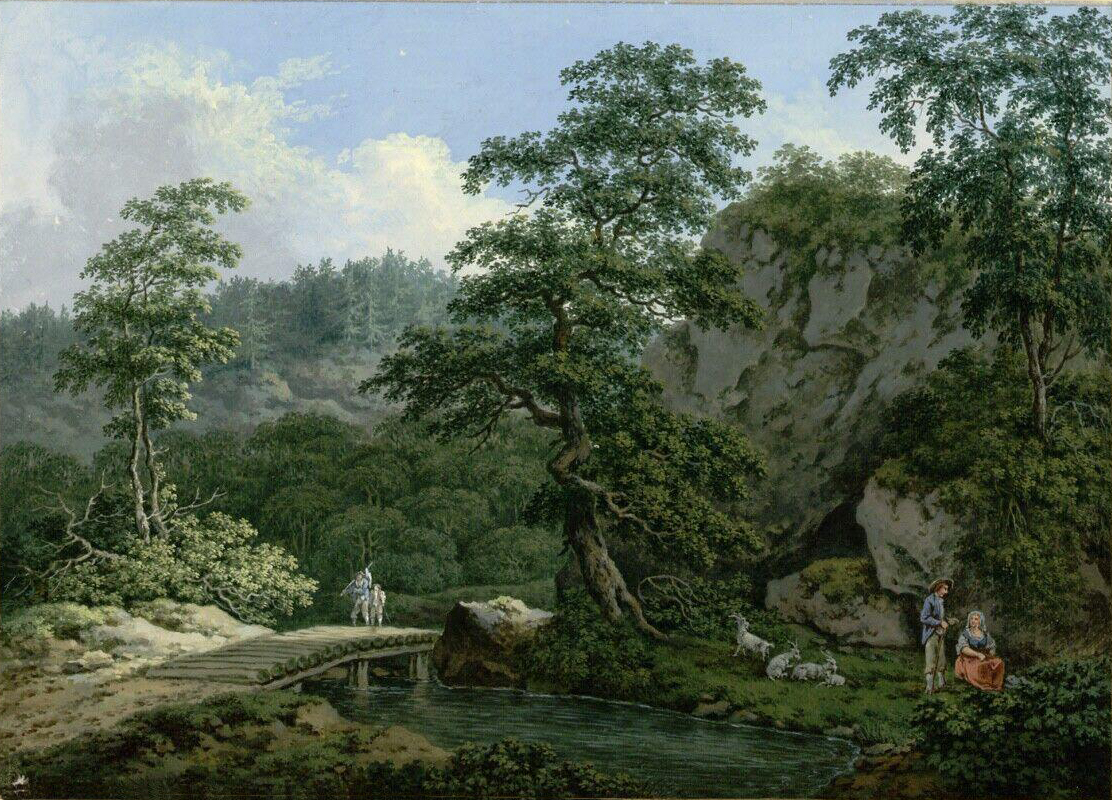
Landschaft mit einer Holzbrücke über einen Fluss und Hirtenstaffage

Johann Albrecht Friedrich Rauscher (* 2. Januar 1754 in Coburg; † 12. April 1808 ebenda) war ein deutscher Landschaftsmaler und Radierer. 
Rauscher studierte an der Kunstakademie Düsseldorf. Er war als Hofmaler des Herzogs von Sachsen-Coburg und Gotha tätig. Er malte und radierte weitläufige idyllische Landschaften mit winzigen Menschen- und Tiergestalten im Vordergrund. Er war Vater von Landschaftsmaler Friedrich Johann Georg Rauscher (1790–1856).